# Іжемське сільське поселення
Іже́мське сільське поселення (рос. Ижемское сельское поселение) — муніципальне утворення у складі Іжемського району Республіки Комі, Росія. Адміністративний центр — село Іжма.

## Історія
28 жовтня 1963 року ліквідовано селище Вой-Вож Іжемської сільської ради.
10 червня 1965 року ліквідовано селище Нирос Іжемської сільської ради.
19 листопада 1991 року до складу Іжемської сільської ради передано присілок Константиновка Сізябської сільської ради.

## Населення
Населення — 4109 осіб (2017, 4129 у 2010, 4201 у 2002, 4145 у 1989).

## Склад
До складу поселення входять такі населені пункти:
| Населений пункт          | Населення, осіб (1989) | Населення, осіб (2002) | Населення, осіб (2010) |
| ------------------------ | ---------------------- | ---------------------- | ---------------------- |
| Іжма, село               | 3561                   | 3786                   | 3753                   |
| Константиновка, присілок | 234                    | 96                     | 90                     |
| Ласта, присілок          | 350                    | 319                    | 286                    |